# Historias (Tácito)
Historias (en latín Historiae) es una obra literaria escrita por el historiador Tácito que describe el conflicto civil que enfrentó a los militares romanos más importantes de la época tras el fallecimiento del emperador Nerón (68-69), el ascenso al trono de Vespasiano y el reinado de los tres miembros de la dinastía Flavia (69-96). Fue escrita durante la primera década del siglo II y concluye con el asesinato de Domiciano.
Arnaldo Momigliano hace ver la semejanza incluso en la redacción que el texto de Tácito mantiene con los de Suetonio, Plutarco y Dion Casio al narrar los sucesos del año 69: esto implicaría, según este historiador, el uso de las mismas fuentes.

## Contenido
Aunque en uno de los primeros capítulos de su Agrícola Tácito expresa su deseo de escribir acerca de los reinados de Domiciano, Nerva y Trajano, en la introducción de esta obra afirma que relatará la vida de estos dos últimos en otro escrito. Las Historias cubren un periodo que abarca desde el fallecimiento de Nerón hasta el del último integrante de la dinastía Flavia. Aunque de esta obra solo hayan sobrevivido los primeros cuatro libros y los primeros 26 capítulos del quinto, que relatan los acontecimientos acaecidos en 69 y principios de 70, se estima que concluía el 18 de septiembre de 96, día del asesinato de Domiciano. El preludio de este quinto libro describe el modo en que Tito acabó con la primera guerra judeo-romana, y realiza un breve estudio etnográfico de los judíos de la época; dicho estudio contiene un valioso relato de la actitud de los romanos hacia este pueblo.
Tácito escribió las Historias tras el ascenso al poder del emperador Trajano, treinta años después del estallido del conflicto civil conocido como el año de los cuatro emperadores, en el que cuatro hombres —Galba, Otón, Vitelio y Vespasiano— se sucedieron en el trono del Romano en un mismo año (69). El modo en que estos cuatro hombres tomaron el Imperio era síntoma de que el poder imperial estaba basado en el apoyo de las legiones; ahora el emperador podía ser coronado no solo en Roma, sino en cualquier territorio que contara con las tropas suficientes.
Cabe señalar ciertas similitudes entre Nerva y Galba. Ambos accedieron al trono tras ser proclamados emperadores por el Senado, tenían un antecesor en el mismo que había fallecido de forma violenta —Nerón en el caso de Galba y Domiciano en el caso de Nerva— y habían adoptado a su sucesor, Trajano en el caso de Nerva y Lucio Calpurnio Pisón Frugi Liciniano en el caso de Galba. Galba, al que Tácito describe como un débil anciano, eligió a un sucesor incapaz, a consecuencia de su severidad, de obtener el control del ejército. Sin embargo, Nerva había consolidado su poder al vincular al trono a Trajano, comandante de las tropas estacionadas en el Alto Rin y un hombre popular entre los soldados. Es probable que Tácito formara parte del consejo imperial en el que se decidió adoptar a este último.

## Ideología
En el primer libro de esta obra, el historiador pone en boca de Galba un discurso que deja clara su posición política e ideológica. Escribe que el respeto del emperador por la formalidad, así como su falta de realismo político, le hacían incapaz de tomar el control de los acontecimientos. En cambio, defiende la decisión de Nerva de adoptar a Trajano, un hombre capaz de mantener unidas y excluidas de la política imperial a las tropas, y de acabar con los motines y las traiciones que motivaban la aparición de rivales al trono. El historiador estaba convencido de que únicamente el princeps podía mantener la paz, la lealtad de los ejércitos, y la cohesión del Imperio.
Hace mención al ascenso al trono de César Augusto; el historiador afirma que tras la batalla de Actium la unificación del poder en la persona del princeps era una medida necesaria a fin de alcanzar la estabilidad. El hombre que desempeñara este cargo no debía ser un tirano como Domiciano o un indolente como Galba, debía ser capaz de mantener firme el Imperio salvaguardando la dignidad y el prestigio del Senado; este es un punto en el que coincide con Séneca el Joven. Tácito considera el reinado de los cinco buenos emperadores como la única solución a los problemas que atravesaba el Imperio.

## Estilo
El estilo de la narración es rápido, reflejo de la velocidad de los acontecimientos. El ritmo no deja espacio a la digresión Para escribir con este estilo, Tácito tuvo que resumir una enorme cantidad de información procedente de sus fuentes. En ocasiones se salta partes, o divide la historia en escenas que dan un carácter dramático al relato. El historiador era un maestro en describir los sentimientos de la plebe; era capaz de representar cuando esta estaba en calma y cuando la amenaza de una insurrección hacía que cundiera el pánico entre ellos.
Además, escribe desde el punto de vista de un aristócrata. Muestra el miedo y el desprecio que le inspiraban los soldados y los ciudadanos romanos pertenecientes a las clases más humildes. Asimismo, tenía en muy baja estima al orden senatorial, cuyo comportamiento describe con malicia, haciendo hincapié en el contraste entre su imagen pública y la realidad; les consideraba una sociedad de aduladores ambiciosos y conspiradores. Las Historias son una obra de fuerte carácter melancólico, en la que los acontecimientos son narrados a través de la violencia, la mentira y la injusticia.
Tácito describe hábilmente a los personajes, alternando breves referencias con detalladas descripciones. Su técnica es similar a la de Salustio: incongruencias, parataxis, y el empleo de una estructura y un estilo sueltos que, combinados, dan forma a los personajes. El historiador se vale con frecuencia de la gravitas, que enlaza la narración con acontecimientos del pasado, y el pathos, que la da un carácter dramático. A menudo empleaba la elipsis verbal o conjuntiva, así como construcciones irregulares y frecuentes cambios de tema que tenían como objetivo dar variedad y agilidad a la narración. También sucede que, cuando una frase parece acabada, contiene un extenso final que contiene un comentario, comúnmente una alusión o una indirecta.